# Zoborské listiny

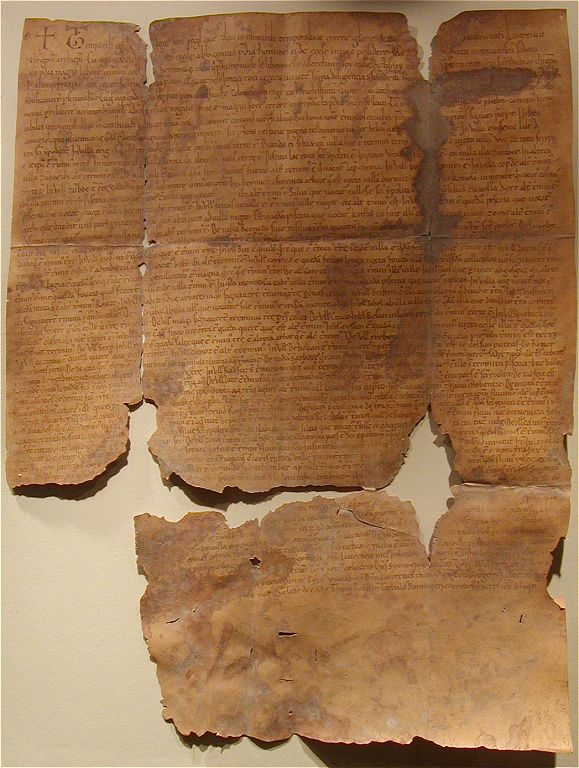
Zoborská listina z roku 1113

Zoborské listiny jsou dva nejstarší zachované listinné originály z území Slovenska. Vznikly v letech 1111 a 1113 z pověření krále Kolomana v benediktinském klášteře na Zoboru u Nitry. Týkaly se majetkových záležitostí zoberského konventu a pro mnohé obce uvedené v listinách znamenají první písemnou zmínku.

## Zoborská listina z roku 1111
První listina vydaná 1. září 1111 se týká sporu o vybírání mýtného a desátků mezi Zoborským klášterem sv. Hippolyta a královskými výběrčími mýtného. V tomto dokumentu král Koloman potvrzuje právo zoberského opatství na majetky poddaných na západním a středním Slovensku. Tyto majetky dostali zoborští benediktini od krále Štěpána I. Listinu napsal pravděpodobně člen kapituly gramatik Willermus, který zde i vyučoval psaní, což dokazuje, že na Zoboru byla už v těch dobách škola. Zřejmě navázala na velkomoravské učiliště, které po Metodějově odchodu řídil biskup Wiching.

## Zoborská listina z roku 1113
Druhá listina, datovaná rokem 1113, obsahuje majetkový soupis zoberského opatství. Vzhledem k tomu, že v listině je uvedeno přes 150 vesnic a různých orientačních bodů v jejich katastru, je neobyčejně cenným místopisem celého západního Slovenska na počátku 12. století. Svědčí také o organizaci církevního života benediktinských mnichů. Klášter sv. Hippolyta na úpatí kopce Zobor byl nejstarším na Slovensku a zanikl ještě za panování krále Matyáše Korvína. 

## Rozbor
Mezi jmény osob a názvy obcí uvedenými v listinách je nejvíce slovenských, pak německých a latinizovaných. Svědčí to o tom, že Nitranské panství bylo ještě ve 12. století, dávno po rozpadu Svatoplukovy říše, významným centrem slovenské etnogeneze a svědčí také o postupném začleňování neslovanských etnik do slovanského - slovenského prostředí a jím vytvořených správních a nábožensko-kulturních struktur. V listinách nejsou zmíněny maďarské názvy a jména, což dosvědčuje, že Nitra, jako bývalé ústřední vladařské středisko, si ve 12. a pravděpodobně i v polovině 13. století zachovala slovanský charakter.
Podle názorů historiků byly obě zoborské listiny napsané skriptory benediktinského opatství na Zoboru nebo v nitranské kapitule. Paleografický rozbor nasvědčuje tomu, že listiny psali mniši z francouzsko-německého rozhraní. Vliv francouzského a německého pravopisu způsobuje časté komolení slovenských názvů obcí, řek, hor a jiných zeměpisných lokalit.
Zoborské listiny se zachovaly v originále (první je dost poškozená, druhá poměrně zachovalá) psané latinsky na pergamenu a jsou v depozitáři Biskupského úřadu v Nitře.